# Danijel Pavlinec
Danijel Pavlinec (2 de febrero de 1967) es un deportista esloveno que compitió para Yugoslavia en natación adaptada. Ganó cuatro medallas en los Juegos Paralímpicos de Verano en los años 1988 y 1996.

## Palmarés internacional
| Representando a Yugoslavia |                          |                   |                |
| Juegos Paralímpicos        |                          |                   |                |
| Año                        | Lugar                    | Medalla           | Prueba         |
| 1988                       | Seúl (Corea del Sur)     | Medalla de plata  | 100 m libre L3 |
| 1988                       | Seúl (Corea del Sur)     | Medalla de bronce | 200 m libre L3 |
| Representando a Eslovenia  |                          |                   |                |
| Juegos Paralímpicos        |                          |                   |                |
| Año                        | Lugar                    | Medalla           | Prueba         |
| 1996                       | Atlanta (Estados Unidos) | Medalla de bronce | 100 m libre S6 |
| 1996                       | Atlanta (Estados Unidos) | Medalla de bronce | 200 m libre S6 |